# Мифологическое сознание
Мифологическое сознание — особая форма человеческого сознания, для которой миф не фикция, а подлинная необходимость. Для такого сознания миф не вымысел, а инструмент, который содержит в себе определённую структуру, характеризующую диалектически необходимую категорию бытия. Термин введён советским философом, писателем А. Ф. Лосевым. Мифологическое сознание появилось как необходимость объяснить особенности понимания бытовых вещей и явлений. Ведь человек зачастую даже не замечает, как наделяет предметы личным, эмоциональным определением, отрешаясь от бытового восприятия.
Для определения философской системы мифа Лосев основывался на неоплатонической диалектике, используя в качестве основного инструмента феноменологию мифологического смысла. Суть подхода заключается в том, что он позволяет рассматривать концепцию мифологического сознания без формирования более широкой теоретической модели. Ведь, по мнению Алексея Лосева, миф не нуждается в усложнении, так как он представляет собой самое настоящее и реальное — нашу жизнь.
Миф — не идеальное понятие, и также не идея и не понятие. Это есть сама жизнь. Для мифического субъекта это есть подлинная жизнь, со всеми её надеждами и страхами, ожиданиями и отчаянием, со всей её реальной повседневностью и чисто личной заинтересованностью.

## Основные характеристики
- Существует чёткая граница между рациональным и мифологическим мышлением. Так, мифологическое сознание, в отличие от рационального мышления, находит не вопросы, а ответы на них. И если наука и философия скорее порождают проблематику действительности, то смыслы, заложенные в мифологическом сознании, отвечают на неё.
- Мифологическое сознание предполагает восприятие действительности в конкретно-чувственных образах. Событие или явление не может быть воспринято само по себе: оно воспроизводится на эмоционально-образном языке, определяя реальность через уже пережитые ощущения[2].
- Мифологическое сознание наполняет предмет более высоким и глубоким мифологическим смыслом, отрешаясь от бытового восприятия. Например, воск для многих — образ чего-то тёплого и родного, стеарин же — что-то прикладное и грязное. Хотя по назначению они взаимозаменяемы.
- Мифологическое сознание непротиворечиво. Например, греки знали, что Гея спрятала Зевса от Урана в горной пещере, но таких пещер было несколько: в Аркадии показывали свою пещеру, критяне утверждали, что речь идёт об Идейской пещере, в Малой Азии также выбрали свою. Для мифологического сознания мир не имеет противоречий, миф естественен, он не отбрасывает даже несовместимые варианты[3].
- Мифологическое сознание определяет систему социального и индивидуального поведения (желательные, нежелательные, обязательные, запрещённые действия)[4].

Мы видели, что человек не теряет самого себя в своем предмете лишь в том случае, если этот предмет становится для него человеческим предметом, или опредмеченным человеком. Это возможно лишь тогда, когда этот предмет становится для себя общественным существом, а общество становится для него сущностью в данном предмете.Карл Маркс

## Мифологическое сознание как объект философско-культурологического исследования
Миф — необходимейшая — прямо нужно сказать, трансцендентально-необходимая — категория мысли и жизни; и в нем нет ровно ничего случайного, ненужного, произвольного, выдуманного или фантастического. Это — подлинная и максимально конкретная реальность.
Мифология представляет собой вечно духовную субстанцию культуры.

### Мифология сознания в Древней Греции
В контексте мифологического сознания древнегреческой философии потенциал мифа был раскрыт в двух направлениях. С одной стороны, использование мифологических моделей для натурфилософских систем: Софокл, Эсхил, Парменид, Еврипид; с другой — социально-политические и социально-философские модели исследования действительности: Сократ, Платон, Аристотель.

### Мифология сознания в Средневековье
В Средневековье происходит становление героического эпоса европейских народов и формирования мозаичной архитектоники. Мифологическое сознание, превознося символическое над обыденным, определило начало развития общественного сознания и искусства.
«Песнь о Нибелунгах», «Беовульф», «Сага о Вёльсунгах» и многие другие литературные шедевры средних веков были созданы благодаря творческому единству мифологического сознания и эпического мышления.

## Миф как личностная форма
Каждый цвет, каждый звук, каждое вкусовое качество уже несомненно обладает мифическим свойством. Так, краски кажутся холодными, теплыми, жесткими, мягкими, звуки – острыми, тяжелыми, легкими, задушевными, строгими.
По мнению Лосева, в отличие от схемы, аллегории и символа, миф получил иное значение: предмет или явление определяется через мифологическое сознание. Так, например, волосы, когда их выметают со всем сором в парикмахерской, и волосы как символ и амулет — ничем не отличаются по своей фактической реальности: в обоих случаях волосы — просто вещь. Но волосы как символ, как носители души и жизненных сил, получают совершенно новую идею. Этот процесс и определяет миф как личностную форму.
Миф — развернутое магическое имя… Имя, развернутое в направлении смысла и идеи, — имя, данное как созерцаемая, изваянная смысловая картина сущности и ее судеб в инобытии.
Лосев отождествляет миф с развёрнутым магическим именем, подразумевая символизацию именем «чудесной личностной истории». Так, всем известно, что для имени необходима единичность, закреплённость за определённым носителем, отражение его сущности. В личности же мы рассматриваем не только самосознание, но и его перспективную глубинность. Антитезу, противопоставление и контраст внутренних и внешних процессов.
Противопоставление себя внешнему для мифологического сознания обязательно означает наличие внешнего образа, который создан как окружающей действительностью, так и самой личностью. Этот процесс можно рассмотреть в акте самонаблюдения. Человек наблюдает себя, что означает, что наблюдаемое человеком есть он сам (тождество субъекта с объектом).
Лосев считал, что в личности существуют два различных плана, обязательно отождествляемые в неделимом лике. Например, наблюдая выражение лица знакомого человека, мы видим не просто внешность как нечто самостоятельное, мы видим внутреннее, что заставляет нас испытывать определённые переживания. Так, мифологическое сознание наполняет оболочку сутью, не отрицая непосредственности созерцания.
Миф есть бытие личностное или, точнее, образ бытия личностного, личностная форма, лик личности.

## Критика
Оппоненты Лосева не согласны с тем, что он «универсализирует и абсолютизирует миф, находя его везде и повсюду». По их мнению, подобное восприятие присуще только людям «с развитым и преобладающим образным и художественным мышлением». Также «слишком категоричными», по мнению некоторых исследователей, выглядят утверждения философа, что «мифология — диалектически — невозможна без религии»: «Если вспомнить утверждение А. Ф. Лосева о том, что миф есть в науке, идеологии, философии, искусстве, да и в повседневной обыденной жизни, то следует признать, что все это религии или сферы, включенные в нее».
Критики теории мифологического сознания отмечают, что издание «Диалектики мифа» и «Дополнения к диалектике мифа», признанных впоследствии Информационным отделом ОГПУ «открытым антисоветским призывом», послужило «поводом для ареста и судебного преследования Лосева». По их мнению, главным «врагом», против которого заострена доктрина Лосева, является «атеистический коммунизм». Другие исследователи подчёркивают, что арест Лосева совпал по времени с Академическим делом и подлинной причиной репрессий в отношении философа стали его идеалистические воззрения, неприемлемые для правящих на тот момент элит.